# Температурне напруження
Температурне напруження — вид механічної напруженості, що виникає в будь-якому середовищі внаслідок зміни температури або нерівномірності її розподілу. Температурні напруги можуть виникати як в твердих тілах, так і в газах.
У твердому тілі температурні напруги виникають через обмеження можливості теплового розширення (або стиснення) з боку оточення тіла або нерівномірне нагрівання. Температурні напруги можуть бути причиною руйнування деталей машин, споруд і конструкцій. Для запобігання руйнуванню використовують так звані температурні компенсатори (проміжки між рейками, проміжки між блоками греблі, котки на опорах моста і т. ін.)
У класичній газовій динаміці модель суцільного середовища виключає можливість виникнення механічної напруги внаслідок температурних ефектів, однак при більш точному кінетичному розрахунку поведінки газу виявляється, що конвективні явища можуть бути викликані як наявністю градієнтів температури в граничних умовах (теплове ковзання), так і неоднорідностями розподілу температури всередині газу (термостресова конвекція).

## Тверде тіло
Якщо в тілі температура змінюється на величину {\displaystyle T}, то елемент довжини {\displaystyle ds} матиме нову довжину {\displaystyle (1+\alpha T)ds} за умови, що окремі елементи обсягу не зустрічають перешкод при розширенні, а отже, не виникають температурні напруги. Величину {\displaystyle \alpha } називають коефіцієнтом теплового розширення.
Тензор деформації в декартових координатах для однорідного та ізотропного тіла приймає простий вигляд
{\displaystyle \varepsilon _{ij}=\alpha T\delta _{ij}} .
Однак якщо температура змінюється не одночасно у всьому тілі, то його частини починають розширюватися нерівномірно. Внаслідок цього виникають температурні напруження {\displaystyle \sigma _{ij}}, що обумовлюють додаткові подовження і зрушення відповідно до формул класичної теорії пружності:
{\displaystyle \varepsilon _{ij}={\frac {1}{2G}}\left(\sigma _{ij}-{\frac {\mu }{1+\mu }}\sigma _{kk}\delta _{ij}\right)+\alpha T\delta _{ij}} ,
де {\displaystyle G} — модуль зсуву, {\displaystyle \mu } — коефіцієнт Пуассона .
У відсутності масових сил система рівнянь замикається умовою рівноваги:
{\displaystyle {\frac {\partial \sigma _{ij}}{\partial x_{i}}}=0} .
У наведених формулах мається на увазі угода Ейнштейна про підсумовування за повторюваними індексами.

## Газ
У феноменологічній механіці суцільного середовища для отримання рівнянь Нав'є — Стокса використовуються закони Ньютона. У загальному вигляді тензор напружень {\displaystyle \sigma _{ij}} залежить від коефіцієнтів в'язкості {\displaystyle \mu } і другої в'язкості {\displaystyle \zeta } :
{\displaystyle \sigma _{ij}=p\delta _{ij}-\mu \left({\frac {\partial u_{i}}{\partial x_{j}}}+{\frac {\partial u_{j}}{\partial x_{i}}}-{\frac {2}{3}}{\frac {\partial u_{k}}{\partial x_{k}}}\delta _{ij}\right)-\zeta {\frac {\partial u_{k}}{\partial x_{k}}}\delta _{ij}} .
Бачимо, що в рамках класичної газодинаміки розподіл температури не впливає на механічні напруження. Вперше кінетичний розгляд проблеми виконав Джеймс Максвелл в 1879 році, показавши, що в розрідженому газі можуть виникати напруги, обумовлені неоднорідністю розподілу температури:
{\displaystyle \sigma _{ij}\sim {\frac {\partial ^{2}T}{\partial x_{i}\partial x_{j}}}} і {\displaystyle \sigma _{ij}\sim {\frac {\partial T}{\partial x_{i}}}{\frac {\partial T}{\partial x_{j}}}} .
При асимптотичному аналізі рівняння Больцмана можна виділити два типи течій газу першого порядку малості по числу Кнудсена, викликані температурними напругами. Це теплове ковзання уздовж твердого кордону і термостресова конвекція. Тому для більш точного опису газу доводиться коригувати як самі рівняння Нав'є — Стокса, так і граничні умови.